# Andrena pallidifovea
Andrena pallidifovea är en biart som först beskrevs av Henry Lorenz Viereck 1904.  Andrena pallidifovea ingår i släktet sandbin, och familjen grävbin. Inga underarter finns listade i Catalogue of Life.